# J-I
J-I était un lanceur à propergol solide japonais. Il n'a volé qu'une seule fois, le 11 février 1996, dans une configuration partielle, pour lancer le démonstrateur HYFLEX. Le lanceur n'a jamais volé dans sa configuration finale orbitale, complète, qui aurait ainsi dû lancer le satellite OICETS, qui a finalement été lancé par une fusée Dnepr.

## Historique
Construite par Nissan et élaborée au cours des années 1990, ce fut la première fusée développée conjointement par l'ISAS et la NASDA. Son premier étage est un dérivé du propulseur d'appoint de la fusée H-II, développée par la NASDA. Le deuxième et le troisième étage de la fusée proviennent du lanceur Mu-3SII, conçue par l'ISAS. Deux vols d'essai ont été prévus avec deux ou trois étages et au moins un démarrage opérationnel. Cependant, un seul tir d'essai eut lieu le 11 février 1996, avec deux étages, dont l'apogée fut de 110 km.
Ensuite, la NASDA s'est retiré du projet parce que le coût du développement du lanceur est plus élevé que des projets comparables dans d'autres pays. La J-I devait compléter le Mu V, mais le prix de départ de 52 millions de dollars américains pour seulement 1 000 kg de charge utile était disproportionné, comparé aux lanceurs américains comme Taurus ou Athena, ne coûtant que de 12 à 16 millions de dollars.

## Caractéristiques
| Lanceur J-I          | Lanceur J-I   | Lanceur J-I    | Lanceur J-I |
| -------------------- | ------------- | -------------- | ----------- |
| Longueur             | 33,1 m        | 33,1 m         | 33,1 m      |
| Diamètre             | 1,8 m         | 1,8 m          | 1,8 m       |
| Masse                | 88,5 t        | 88,5 t         | 88,5 t      |
| Étages               |               |                |             |
| Étage                | Premier étage | Deuxième étage | Carénage    |
| Nom                  | SRB           | M-23           | -           |
| Longueur             | 21,0 m        | 6,7 m          | 6,9 m       |
| Diamètre             | 1,8 m         | 1,4 m          | 1,65 m      |
| Masse                | 70,8 t        | 17,2 t         | 0,6 t       |
| Masse de propulseur  | 59,1 t        | 10,3 t         | N/A         |
| Poussée moyenne      | 159,0 tf      | 53,5 tf        | N/A         |
| Durée de combustion  | 94 s          | 73 s           | N/A         |
| Impulsion spécifique | 273 s         | 282 s          | N/A         |
| Ergols               | N2O4/UDMH     | N2O4/UDMH      | N2O4/UDMH   |

La version originale a été remaniée en raison des coûts élevés de production, donnant la J-I F2. Cette version, d'un coût moindre que la J-I utilise comme premier étage le propulseur d'appoint du lanceur H-IIA, les deuxième et troisième étages étant les mêmes que ceux de la J-I, mais avec une amélioration de l'avionique.
| Lanceur J-1 F2       | Lanceur J-1 F2                                                            | Lanceur J-1 F2                                                            | Lanceur J-1 F2                                                            | Lanceur J-1 F2                                                            |
| -------------------- | ------------------------------------------------------------------------- | ------------------------------------------------------------------------- | ------------------------------------------------------------------------- | ------------------------------------------------------------------------- |
| Longueur             | 26,2 m                                                                    | 26,2 m                                                                    | 26,2 m                                                                    | 26,2 m                                                                    |
| Diamètre             | 2,5 m                                                                     | 2,5 m                                                                     | 2,5 m                                                                     | 2,5 m                                                                     |
| Masse                | 91 500 kg                                                                 | 91 500 kg                                                                 | 91 500 kg                                                                 | 91 500 kg                                                                 |
| Capacité             | 870 kg en orbite basse (250 km d'altitude), 600 kg à une orbite de 407 km | 870 kg en orbite basse (250 km d'altitude), 600 kg à une orbite de 407 km | 870 kg en orbite basse (250 km d'altitude), 600 kg à une orbite de 407 km | 870 kg en orbite basse (250 km d'altitude), 600 kg à une orbite de 407 km |
| Étages               |                                                                           |                                                                           |                                                                           |                                                                           |
| Étage                | 1er étage                                                                 | 2e étage                                                                  | 3e étage                                                                  | Carénage                                                                  |
| Nom                  | SRB-A                                                                     | M-23                                                                      | M-3B                                                                      | -                                                                         |
| Longueur             | 13,3 m                                                                    | 6,7 m                                                                     | 2,7 m                                                                     | 6,9 m                                                                     |
| Diamètre             | 2,5 m                                                                     | 1,4 m                                                                     | 1,5 m                                                                     | 1,65 m                                                                    |
| Masse                | 74,2 t                                                                    | 13,1 t                                                                    | 3,6 t                                                                     | 0,6 t                                                                     |
| Masse de propulseur  | 65,0 t                                                                    | 10,3 t                                                                    | 3,3 t                                                                     | N/A                                                                       |
| Poussée moyenne      | 182 tf                                                                    | 53,5 tf                                                                   | 13,5 tf                                                                   | N/A                                                                       |
| Durée de combustion  | 94 s                                                                      | 73 s                                                                      | 87 s                                                                      | N/A                                                                       |
| Impulsion spécifique | 280 s                                                                     | 282 s                                                                     | 294 s                                                                     | N/A                                                                       |
| Ergols               | N2O4/UDMH                                                                 | N2O4/UDMH                                                                 | N2O4/UDMH                                                                 | N/A                                                                       |